# Djerf al Nadaf
Djerf al Nadaf er et område i Irak ved Bagdad.
Området blev videre kendt da informanten Curveball overfor den tyske efterretningstjeneste påstod at der foregik biologisk våbenproduktion sted med mobile produktionsfaciliteter parkeret i en lagerbygning.
Komplekset blev undersøgt flere gange for biologiske våben.
Første gang den 8. februar 2003 af FNs våbeninspektionshold, Bravoholdet, med Rocco Casagrande og Kay Mereish.
Efter invasionen af Irak i 2003 hvor amerikanerne fik kontrol over Irak undersøgte også CIA adskillige gange stedet. Ingen fandt biologiske våben der.